# Phorocera apricans
Phorocera apricans là một loài ruồi trong họ Tachinidae.